# Monkomarok
 (mai 2022).
Monkomarok est un groupe de musique français originaire de la région toulousaine. Leur musique est riche de nombreuses influences (jazz, funk, chanson française, rythme d'Europe de l'Est, musique arabe, etc.).

## Discographie
- Le rêve de Monk (1998)
- Din din dan (2000)
- Au plafond (2002)
- Végétale (2005)